# Закон Джоуля — Коппа
Закон Джоуля—Коппа — закон, описывающий теплоёмкость сложных (то есть состоящих из нескольких химических элементов) кристаллических тел.
Основан на законе Дюлонга—Пти. Каждый атом в молекуле имеет три колебательных степени свободы и обладает энергией {\displaystyle E_{a}=3kT}. Соответственно, молекула из {\displaystyle n} атомов обладает в {\displaystyle n} раз большей энергией:
{\displaystyle E=3nkT.}
Молярная теплоёмкость вещества равна:
{\displaystyle C_{v}=3nkN=3nR,}
то есть она в {\displaystyle n} раз больше теплоёмкости кристалла с одноатомными молекулами. Иными словами, молярная теплоёмкость вещества равна сумме теплоёмкостей составляющих его химических элементов. Важно отметить, что закон Джоуля — Коппа выполняется даже для кристаллов, содержащих в своей структуре не подчиняющиеся закону Дюлонга—Пти химические элементы.

## История
Закон впервые был высказан Джоулем в 1844 г., а окончательно сформулирован и подтверждён экспериментально Коппом в 1864 году. Данный закон выведен из классических представлений и с определённой точностью справедлив лишь для нормальных температур (примерно от 15 °C до 100 °C).
Зависимость теплоёмкости от температуры в широком диапазоне температур объясняется в моделях Эйнштейна и Дебая.
При этом Модель Дебая содержит наиболее полное описание и хорошо согласуется с экспериментом.